# Dich loben die lieblichen Strahlen der Sonne
Dich loben die lieblichen Strahlen der Sonne (in tedesco, "Ti lodano i soavi raggi del sole") BWV Anh 6 è una cantata di Johann Sebastian Bach.

## Storia
Pochissimo si sa di questa cantata. Venne composta per festeggiare il capodanno 1720 presso la corte principesca di Anhalt-Köthen. Il testo era di Christian Friedrich Hunold mentre la musica, purtroppo, è andata interamente perduta.